# Улица Островского (Волгоград)
У́лица Остро́вского — улица длиной 222 метра в Центральном районе Волгограда. До революции была стороной Базарной площади, теперь полностью скрыта внутри двора между улицей Мира и бульваром площади Павших борцов. На улице расположено историческое здание Центрального универмага, где в финале Сталинградской битвы был пленен фельдмаршал Паулюс.

## Расположение
Улица берет начало во дворе дома по улице Мира, 14 (гостиница «Интурист») и направлена почти строго на восток, диагонально по отношению к современной застройке. По правой стороне расположены дома №2 (старое крыло универмага), №4 и №4а (котельная и контора универмага), по левой стороне стоит дом №3 (купеческий особняк) и двухэтажное здание №5. Через 130 метров после начала улица обрывается, так и не выйдя за пределы жилого двора.

## Названия
В Царицыне улица была северной стороной Базарной площади, соединявшей старый город с Преображенским предместьем, и не имела отдельного названия. Имя писателя Николая Островского, биография которого не связана с Волгоградом, улица получила перед Второй мировой войной.

## История
В 1770-х годах началось превращение Царицына из оборонительного острога в мирный город. К северу от крепостной стены выстроили Преображенский форштадт. Между ним и старым городом расположилась Базарная площадь треугольной формы. На её северной стороне со временем были выстроены полтора десятка домов высотой в 1-2 этажа.
|  |

От Базарной уходили вглубь форштадта пять улиц: Елизаветинская (теперь улица Гоголя), Анастасьинская (Волгодонская), а также не сохранившиеся Софийская, Надеждинская и Мариинская.
После переименования города в Сталинград улица была реконструирована в 1930-х годах, в результате застройки Базарной площади у неё появилась вторая, ныне четная сторона. Здание Центрального универмага в начале улицы возвели в 1938 году по проекту архитектора Марии Цубиковой.
Универмаг вошёл в историю Сталинградской битвы как здание, в подвале которого располагался штаб гитлеровской 6-й армии (всего 4 дня) и 30 января 1943 года произошло переломное событие всей Второй мировой войны — пленение фельдмаршала Фридриха Паулюса. (Военный историк Андрей Исаев утверждает, что согласно журналу боевых действий Донского фронта события происходили не в универмаге, а в здании городского исполкома на соседней площади Павших борцов).
Большинство домов улицы были повреждены либо разрушены в ходе Сталинградской битвы. После войны некоторое количество зданий были восстановлены, часть из них снесена позднее (в процессе послевоенной реконструкции города в 1950-х годах сетка улиц Преображенского форштадта была почти полностью уничтожена) и лишь несколько составляют ныне остатки улицы.

## Здания
Из пяти сохранившихся домов два официально считаются объектами культурного наследия, ещё один «обладает признаками памятника архитектуры».

### Дом №2. Старое крыло универмага
3410035000

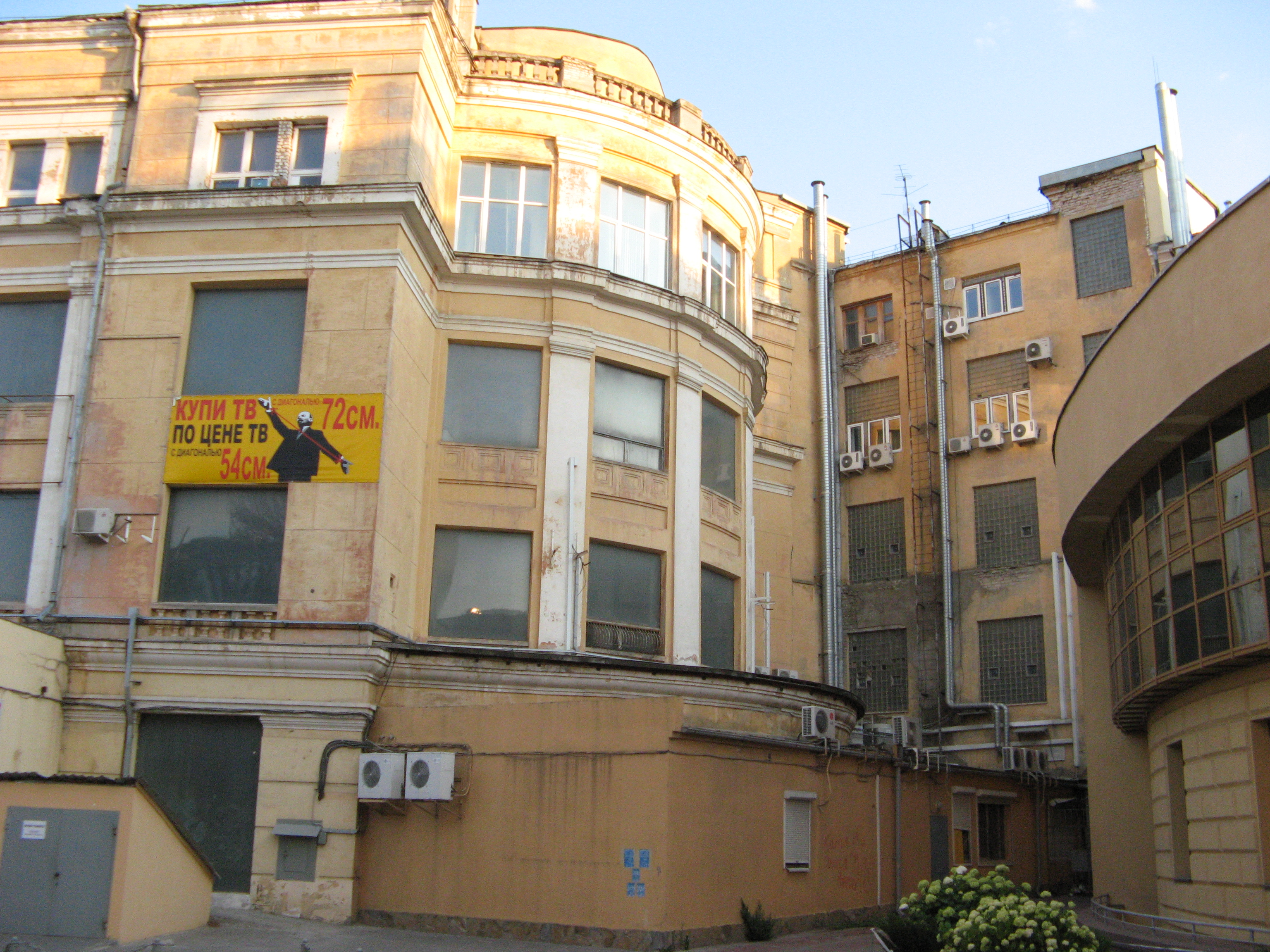
Старое крыло универмага по ул. Островского, д. 2

Памятник истории федерального значения с 1960 года. Четыре этажа, характерный для Сталинграда 1930-х скруглённый фасад с ротондой выходил на площадь Павших борцов. Архитектор Иван Белдовский (автор некоторых сооружений Канала имени Москвы) руководил восстановлением здания в 1949 году, придав ему облик, близкий к оригинальной работе Марии Цубиковой. Построенная в 1957 году гостиница «Интурист» и в 1965 году новый корпус универмага скрыли старое здание внутри двора. Музей пленения Паулюса открылся в подвале универмага в 2003 году. Губернатор Волгоградской области Анатолий Бровко в 2011 году заявил о планах прекратить торговлю в универмаге и создать на его площади культурно-патриотический центр, но после отставки главы региона инициатива не имела продолжения.

### Дом №3. Купеческий особняк
3400000291

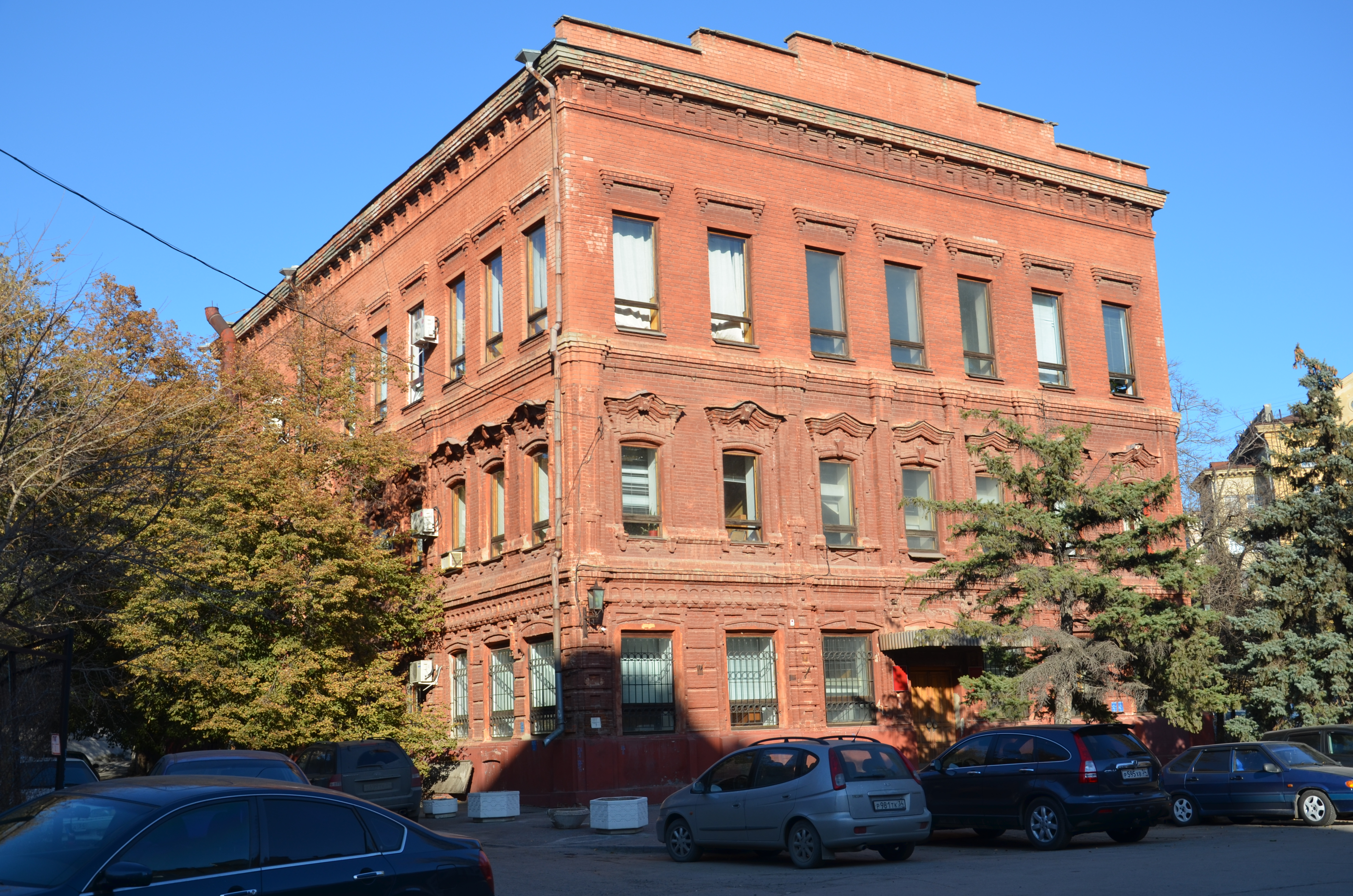
Купеческий особняк по ул. Островского, д. 3

Памятник архитектуры регионального значения с 1997 года. Двухэтажный особняк из красного кирпича появился во второй половине XIX века на углу Базарной и Софийской улицы. К той же эпохе принадлежит фонарь возле здания. В 1947 году здание было восстановлено и в нём разместился ресторан. В 1967 году здание было надстроено третьим этажом, после чего там располагался райком коммунистической партии Центрального района Волгограда. С начала 90-х особняк занимает Детская музыкальная школа №14 и Детская художественная школа №1.

### Дома №4 и №4а. Котельная и офисы
Двухэтажные послевоенные пристройки к старому зданию универмага. По адресу Островского, 4 находится котельная универмага и офисы небольших компаний, в доме 4а квартируются несколько государственных структур Красноармейского района Волгограда.

### Дом №5. Бар «Белая лошадь»
Обладает признаками объекта культурного наследия, по мнению Сергея Сены, реставратора и знатока Царицына. Стены двухэтажного здания частично относятся к царицынскому периоду, а в подвале находится дореволюционный ледник из бутового камня, использовавшийся для заморозки продуктов. В настоящее время в здании находятся бар «Белая лошадь», информационное агентство «Волга-Каспий», общество «Знание».